# Norfolk Tides
Die Norfolk Tides aus Norfolk, Virginia, sind ein Baseballteam und das AAA-Farm-Team der Baltimore Orioles, von 1969 bis 2006 waren sie das der New York Mets. Die Tides richten ihre Heimspiele im Harbor Park aus.

## Titel
Die Tides gewannen den Governors’ Cup, die Meisterschaft der International League, insgesamt 5-mal und spielten 9-mal in den Finalserien.
- 1971 verloren gegen die Rochester Red Wings
- 1972 gewonnen gegen die Louisville Bats
- 1975 gewonnen gegen die Syracuse SkyChiefs
- 1982 gewonnen gegen die Rochester Red Wings
- 1983 gewonnen gegen die Richmond Braves
- 1985 gewonnen gegen die Columbus Clippers
- 1987 verloren gegen die Columbus Clippers
- 1988 verloren gegen die Rochester Red Wings
- 1995 verloren gegen die Ottawa Lynx